# Farafonowka
Farafonowka (ros. Фарафоновка) – wieś (dieriewnia) w Rosji, w obwodzie twerskim, w rejonie kaszyńskim. W 2010 liczyła 222 mieszkańców.